# فضیل مغاریه
فضیل مغاریه (عربی: فوضیل مغاریة؛ زادهٔ ۲۳ مهٔ ۱۹۶۱) یک بازیکن فوتبال اهل الجزایر است.
از باشگاه‌هایی که در آن بازی کرده‌است می‌توان به باشگاه فوتبال آفریقایی اشاره کرد. وی عضو تیم ملی فوتبال الجزایر در جام جهانی فوتبال ۱۹۸۶ بوده است.